# João Gilberto Noll
João Gilberto Noll (Porto Alegre, 15 de abril de 1946 – 28 de março de 2017) foi um escritor brasileiro, vencedor de sete prêmios Jabuti. 
Seu nome foi incluído entre os maiores escritores brasileiros vivos em uma enquete com especialistas realizada pelo Correio Braziliense em 2013.

## Carreira
Cursou Letras da Universidade Federal do Rio Grande do Sul (UFRGS), onde foi colega de Caio Fernando Abreu, porém concluiu os estudos na Faculdade Notre Dame do Rio de Janeiro. Nesta cidade trabalhou como jornalista e, em São Paulo, como revisor.
Em 1980 publicou o livro de contos O cego e a dançarina, pelo qual recebeu diversos prêmios, tais como Revelação do ano, da Associação Paulista de Críticos de Arte (APCA), Ficção do ano, do Instituto Nacional do Livro, e o Prêmio Jabuti, da Câmara Brasileira do Livro.
Um dos contos desse livro, "Alguma coisa urgentemente", foi adaptado em 1983 pelo cineasta Murilo Salles sob o título Nunca fomos tão felizes. Harmada, sob direção de Maurice Capovilla em 2003, e Hotel Atlântico, direção de Suzana Amaral em 2009, também foram adaptados para o cinema.
Em 1992 escreveu o primeiro texto para teatro, Quero Sim, dirigido por Marcos Barreto e encenado por Luciano Souza (Ganhador do Sated RS de melhor ator) e Marco Beck. 
Noll também foi selecionado para figurar no livro Os cem melhores contos brasileiros do século, em 2000. Seu livro Harmada, de 1993, integra a lista 100 livros essenciais da literatura brasileira elaborada pela revista Bravo!. 
Foi bolsista e professor convidado da Universidade de Berkeley, nos Estados Unidos. Também foi escritor residente no King's College, em Londres, em 2004. A partir de sua experiência na Inglaterra, escreveu o livro Lorde.

## Obra
- O cego e a dançarina (1980) – Prêmio Jabuti/1981: categoria autor revelação / literatura adulta
- A fúria do corpo (1981)
- Bandoleiros (1985)
- Rastros do verão (1986)
- Hotel Atlântico (1989)
- O quieto animal da esquina (1991)
- Harmada (1993) – Prêmio Jabuti/1994: categoria romance
- A céu aberto (1996) – Prêmio Jabuti/1997: categoria romance
- Contos e Romances Reunidos (1997)
- Canoas e marolas (1999)
- Berkeley em Bellagio (2002) – Finalista do Prêmio Portugal Telecom/2003
- Mínimos Múltiplos Comuns (2003) – Prêmio Jabuti/2004: categoria contos e crônicas
- Lorde (2004) – Prêmio Jabuti/2005: categoria romance; Prêmio Jabuti/2020: categoria livro brasileiro publicado no exterior
- A máquina do ser (2006)
- Acenos e afagos (2008) – 2º lugar do Prêmio Portugal Telecom/2009
- O nervo da noite (2009/juvenil)
- Sou eu! (2009/juvenil)
- Anjo das ondas (2010)
- Solidão continental (2012)
- Educação Natural - Textos inéditos e póstumos (2022) – Prêmio Jabuti/2023: categoria conto

## Prêmio Jabuti
João Gilberto Noll recebeu o Prêmio Jabuti em sete ocasiões: 1981, 1994, 1997, 2004, 2005, 2020 e 2023.